# Kisebbség
A kisebbség társadalmi értelemben egy adott társadalmon belül többé-kevésbé elkülöníthető, sajátos azonosságtudattal rendelkező (például etnikai, vallási vagy egyéb) csoport.

## A kisebbségek fajtái

### Nemzetiség
A nemzetiség egy adott állam területén az államalkotó nemzethez vagy nemzetekhez képest kisebbségben élő etnikai csoport. Ma körülbelül egymilliárd ember él a világon olyan helyzetben, hogy nem tartozik az államalkotó néphez, hanem valamely nemzetiség tagja.
A nemzetiség két típusa:
- Nemzeti kisebbség: Egy adott társadalom azon tagjainak csoportja, akik nem a többségi nemzettel azonosulnak, hanem egy olyan másik nemzettel, amelynek van állama vagy ennek létrehozására törekszik.
- Etnikai kisebbség: Minden egyéb olyan kisebbségben élő népcsoport, amely nem határozható meg a modern nemzet fogalmával, de amelynek tagjai a többségétől jelentősen eltérő közös kulturális identitással bírnak. Vagy éppen nemzeteken átnyúló identitást mutatnak (például a több különböző anyanyelvvel rendelkező romák vagy a zsidók).

Európában a nemzetiségek ügye pártpolitikai, sőt Európai Uniós politikai témává vált, számos kisebbségvédelmi szervezet (pl. ombudsman, kisebbségi önkormányzat) foglalkozik velük a társadalmi béke és együttélés elősegítése érdekében.

## Kisebbségek Magyarországon
A magyar történelem során nemzeti, etnikai és vallási (felekezeti) kisebbségek alakultak ki többek között a betelepítések eredményeképpen. A betelepülők onnantól kezdve érezhették magukat elfogadottaknak és biztonságban lévőknek, hogy földet és ingatlant sikerült vásárolniuk. Egyes betelepítettek, például a kunok, szászok, svábok viszonylag kedvező helyzetbe kerültek, mivel a betelepítésük földtulajdon megadásával járt. A cigányság viszont ebből eleve kimaradt.
- Magyarország nemzetiségei
  - Nemzeti kisebbségek
  - Etnikai kisebbségek (romák)
- Vallási kisebbségek

## Magyar kisebbségek Magyarországon kívül
- Kárpát-medence
  - Zárvány (egy tömbben élő) magyar kisebbség. - Összefüggő tömbben él a magyarság például a Székelyföldön vagy Dél-Szlovákiában, ahol mind települési szinten, mind nagyobb közigazgatási egységek szintjén döntő többséget alkot. Tömb és a szórvány közötti átmenet meghatározása gyakran önkényes.
  - Szórványkisebbség - Igazi szórványról akkor beszélünk, ha egy adott településen belül is az országos szinten kisebbségben élő nemzet kisebbségben van. A szórványnak is vannak fokozatai: a szórványosodottság foka nagymértékben függ nemcsak a településen belüli kisebbségi nemzet arányszámától, de abszolút lélekszámától, és nem utolsósorban iskolai és egyéb intézményi infrastruktúrájának fejlettségétől is. (Temesvár magyarsága például 10% alatt van, de abszolút száma tízezres nagyságrendű.)
- Magyar diaszpóra - A magyar diaszpóra a történelmi Magyarország egykori területén kívül élő magyarok összessége, mely nem a trianoni békeszerződés révén, hanem önként vagy politikai nyomásra (pl. 1956-os forradalom) került más országokba. Esetükben az asszimiláció gyors lefolyású.

A kisebbségi kérdés egyik első tudományos kutatója Faluhelyi Ferenc volt, aki 1936-ban az utódállamokban élő magyarság helyzetének bemutatása céljából a pécsi Erzsébet Tudományegyetemen megalapította a Kisebbségi Intézetet.

## Külső hivatkozások
- Kisebbség.lap.hu
- https://web.archive.org/web/20050205063049/http://eokik.hu/html/hun/pub/pub.html
- http://www.bowdoin.edu/~samato/IRA/reviews/issues/apr97/fwdp.html
- https://web.archive.org/19990302090223/members.aol.com/calebj/fourth.html
- https://web.archive.org/web/20041225142901/http://www.hungarian-history.hu/lib/hevizi/HEVIZI2%20DOC.DOC